# Wikipédia en pa'o
Wikipédia en pa'o (en pa'o : ပအိုဝ်ႏဝီခီပီးဒီးယား [Pǎʼǒ wikhipi:di:ya]) est l’édition de Wikipédia en pa'o, langue karen (tibéto-birmane) parlée en Birmanie. L'édition est lancée le 19 juillet 2022,,,. Son code est : blk.
Au 20 mars 2025, l'édition en pa'o contient 2 847 articles et compte 2 180 contributeurs, dont 17 contributeurs actifs et 1 administrateur.

## Présentation

Localisation des langues karens.
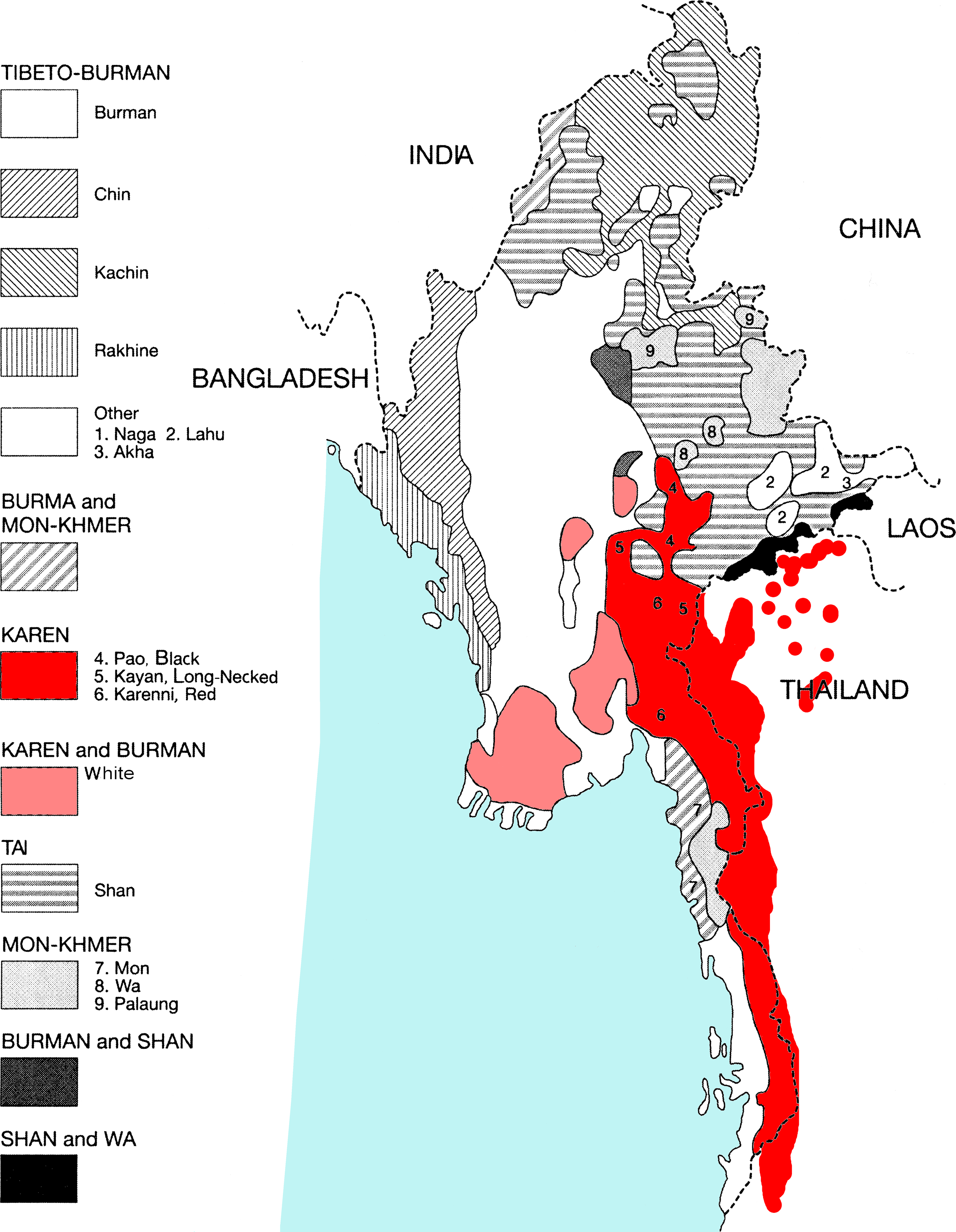
Aire de diffusion du pa'o, en Birmanie, au nord de l'aire de diffusion des langues karens.

## Statistiques
- Le 4 octobre 2024, l'édition en pa'o contient 2 828 articles et compte 1 881 contributeurs, dont 11 contributeurs actifs et 1 administrateur.